# Víctor Díaz Chávez
Víctor Raúl Díaz Chávez (Pataz, 23 de diciembre de 1945) es un profesor, maestro, escritor y político peruano. Fue Ministro de Educación, desde el 19 de marzo hasta el 27 de julio del 2011, en las postrimerías del segundo gobierno de Alan García.

## Biografía
Vivió gran parte de su niñez en la ciudad de Celendín, donde cursó sus estudios escolares. Se graduó de profesor de educación primaria en el Instituto Pedagógico Regional de Celendín (1967). Es también licenciado en Administración, de la Universidad Nacional Hermilio Valdizán.
Militante del partido aprista, en el 2005 llegó a ser presidente del Tribunal Nacional Electoral de dicho partido. Fue viceministro de Gestión Institucional del Ministerio de Educación, durante toda la gestión del ministro José Antonio Chang (2006-2011). Cuando éste renunció en marzo del 2011, fue designado para sucederle.
El 19 de marzo de 2011 Díaz Chávez juró como ministro de Educación ante el presidente Alan García, ceremonia en la que también juró Rosario Fernández Figueroa como primera ministra.

## Publicación
- Celendín la ciudad azul al oeste del Marañón. (Edición del autor. Lima, 2010).[3]

| Predecesor: José Antonio Chang Escobedo | Ministro de Educación del Perú 19 de marzo de 2011 - 27 de julio de 2011 | Sucesor: Patricia Salas O’Brien |